# Casignana
Casignana è un comune italiano di 688 abitanti della città metropolitana di Reggio Calabria in Calabria.
Si trova nella Locride, fa parte dei comuni della Costa dei Gelsomini e appartiene alla diocesi cattolica di Locri-Gerace.

## Geografia fisica
Casignana è un piccolo centro dell'entroterra jonico reggino, posto su una collina a 342 m sul versante orientale dell'Aspromonte, a est di Reggio Calabria. Situato tra la montagna e il mare (in località Palazzi, sulla costa, sorgono i resti della Villa romana di Casignana), il paese vanta paesaggi ambientali quasi incontaminati dall'uomo, resi fruibili attraverso percorsi naturalistici che dalla costa si diramano verso l'interno. Importante risorsa ambientale è la Sorgente di Favate, da sempre utilizzata per la cura delle malattie reumatiche. Una parte del suo territorio è compresa nella Comunità montana Aspromonte Orientale.

## Origini del nome
Il nome del paese deriverebbe dal latino terra Casiniana, ossia "terra di Casinius", un illustre e facoltoso notabile di epoca romana, che sarebbe stato il proprietario della Villa romana di Casignana, posta in contrada Palazzi.

## Storia
Casignana venne fondata dopo il terremoto del 1349 da alcuni abitanti della città di Potamia, scampati al disastro naturale: fin dall'inizio fu casale di Bianco, di cui seguì le vicende storiche, divenendo parte del feudo di Condojanni (oggi frazione di Sant'Ilario dello Ionio), posseduto fino al 1588 dalla famiglia Marullo e quindi dalla famiglia Carafa, che lo mantenne fino all'eversione della feudalità. Durante la dominazione francese, con la riforma amministrativa del 1809, emanata da re Gioacchino Murat, Casignana divenne Comune autonomo, inglobato nel Circondario di Bianco, parte del Distretto di Gerace, mantenendo questa suddivisione anche dopo la restaurazione borbonica.
Dopo l'Unità d'Italia il paese fu aggregato al mandamento di Bianco, parte del Circondario di Gerace. Nel primo dopoguerra anche a Casignana si verificarono disordini e occupazioni di latifondi da parte dei contadini, che reclamavano la ripartizione della terra in base al Decreto Visocchi del 1919. In questo contesto si inquadrano i cosiddetti "Fatti di Casignana": il 21 settembre 1922 i carabinieri e i fascisti aprirono il fuoco contro i braccianti della cooperativa "Garibaldi", che avevano organizzato un'occupazione delle terre di proprietà del principe di Roccella, uccidendo l'assessore socialista Pasquale Micchia e due contadini, Rosario Micò e Girolamo Panetta, mentre il sindaco Francesco Ceravolo rimase gravemente ferito. Questa strage concluse tragicamente l'occupazione contadina.
Il 4 ottobre 1922, durante l'inaugurazione del Fascio di Casignana, al quale partecipò il gerarca Giuseppe Bottai, vennero sparati contro di lui dei colpi di arma da fuoco, mentre una fucilata ferì al braccio un fascista che faceva parte del suo seguito; per ritorsione, gli squadristi devastarono la casa del presidente della cooperativa "Garibaldi" e i carabinieri arrestarono una decina di antifascisti. A tali eventi si ispirò liberamente lo scrittore Mario La Cava per il suo romanzo I fatti di Casignana.
In epoca fascista Casignana fu aggregata, dal 1927 e al 1946, nel nuovo Comune di Samo di Calabria, assieme ai paesi limitrofi di Caraffa del Bianco, Sant'Agata del Bianco e Samo, che riebbero la propria autonomia amministrativa poco prima dell'avvento della Repubblica Italiana.

### Simboli
Il gonfalone è un drappo di azzurro.

## Monumenti e luoghi di interesse

### Edifici religiosi
- La chiesa matrice, intitolata a san Giovanni Battista, alla quale si accede da un ballatoio con scaletta, possiede un altare maggiore dove vi è un quadro raffigurante la Beata Vergine Maria, insieme a san Giuseppe e a san Giovanni Battista, un altare laterale con cappella, dove si trova la statua lignea della Vergine Santissima del Rosario, e un'altra cappella con altare, dove è custodito il quadro della Vergine Santissima dell'Itria[10].
- La chiesa della Santissima Annunziata, posta all'ingresso del paese, è composta da una navata con un campanile munito di due campane.

### Aree archeologiche
- La villa romana, posta in contrada Palazzi, è il più importante parco archeologico di età romana della Locride: fu scoperta nel 1963, durante i lavori di costruzione della SS 106, e risulta essere un grande complesso residenziale e produttivo, risalente al I secolo d.C., la cui opulenza si riscontra nei magnifici pavimenti con mosaici a tema marino e nelle terme private, accessibili da un porticato e riccamente decorate con mosaici a tessere bianche e verdi[11].

## Società

### Evoluzione demografica
Abitanti censiti

## Cultura
Il periodo culturale casignanese entra nel vivo in agosto: il 16 del mese, infatti, si svolge la festa in onore di San Rocco, patrono del comune; sempre nello stesso mese, inoltre, si svolgono le sagre dei "maccheroni con sugo di carne di capra" e quella del "capocollo", oltre che alla "Festa del Pane".

## Economia
L'economia del centro si basa sull'agricoltura e sull'allevamento, con produzione di agrumi, olive e uva, da cui si ricava il Greco e il Mantonico, vino dolce da dessert. Sono prodotti anche latticini per il mercato locale. La produzione artigianale, in via di scomparsa, riguardava prevalentemente la tessitura casalinga di coperte con decorazioni tradizionali. Il turismo è discretamente sviluppato e si basa sulle visite ai resti della villa romana di Casignana, oltre che sulle acque termali di "Fonte Favata".

## Infrastrutture e trasporti
Il territorio comunale è servito dalla SS 106, che arriva fino a Bianco e attraversa la località Palazzi, dove si trovano i resti della villa romana di Casignana, la cui area archeologica si trova su entrambi i lati della strada. Da Bianco invece si dirama la SP 69, che giunge fino a Casignana.

## Amministrazione
| Periodo           | Periodo           | Primo cittadino                               | Partito                         | Carica                  | Note                 |
| ----------------- | ----------------- | --------------------------------------------- | ------------------------------- | ----------------------- | -------------------- |
| 12 luglio 1988    | 19 giugno 1993    | Pietro Armando Crinò                          | Partito Socialista Italiano     | Sindaco                 | [ 13 ]               |
| 19 giugno 1993    | 28 aprile 1997    | Pietro Armando Crinò                          | Partito Socialista Italiano     | Sindaco                 | [ 14 ]               |
| 28 aprile 1997    | 14 maggio 2001    | Pietro Armando Crinò                          | Lista civica                    | Sindaco                 | [ 15 ]               |
| 14 maggio 2001    | 30 maggio 2006    | Rocco Mustaca                                 | Lista civica                    | Sindaco                 | [ 16 ]               |
| 30 maggio 2006    | 16 maggio 2011    | Pietro Armando Crinò                          | Lista civica di centro-sinistra | Sindaco                 | [ 17 ]               |
| 16 maggio 2011    | 19 aprile 2013    | Pietro Armando Crinò                          | Lista civica                    | Sindaco                 | [ 19 ] [ 13 ]        |
| 19 aprile 2013    | 1 giugno 2015     | Giuseppe Belpanno Luigi Guerrieri Maria Luzza |                                 | Commissari straordinari | [ 20 ] [ 21 ] [ 22 ] |
| 1 giugno 2015     | 22 settembre 2020 | Vito Antonio Crinò                            | Lista civica                    | Sindaco                 | [ 24 ]               |
| 22 settembre 2020 | in carica         | Giuseppe Rocco Celentano                      | Lista civica                    | Sindaco                 | [ 26 ]               |